# جيمس هيوز (سياسي)
جيمس هيوز (بالإنجليزية: James Hughes)‏ هو فلاح وسياسي أيرلندي، ولد في 1895، وتوفي في 1948. في 1938 Irish general election ‏، انتخب نائب دييل عن دائرة Carlow–Kildare (Dáil constituency) ‏ وقد انضم خلال فترته النيابية ‏ (30 يونيو 1938 – 26 مايو 1943) للكتلة البرلمانية فاين جايل وفي 1943 Irish general election ‏، انتخب نائب دييل عن دائرة Carlow–Kildare (Dáil constituency) ‏ وقد انضم خلال فترته النيابية ‏ (1 يوليو 1943 – 10 مايو 1944) للكتلة البرلمانية فاين جايل وفي 1944 Irish general election ‏، انتخب نائب دييل عن دائرة Carlow–Kildare (Dáil constituency) ‏ وقد انضم خلال فترته النيابية ‏ (9 يونيو 1944 – 11 ديسمبر 1947) للكتلة البرلمانية فاين جايل.